# Contea di Yongjia
La contea di Yongjia (永嘉县S, Yǒngjiā XiànP) è una contea nella prefettura della città di Wenzhou, situata nella provincia dello Zhejiang, in Cina.
L'area panoramica del fiume Nanxi è situata in questa contea, e il fiume fa parte di una lista di candidati per i siti patrimonio mondiale dell'UNESCO.